# Blood Sugar Sex Magik
Blood Sugar Sex Magik ist das fünfte Studioalbum der US-amerikanischen Rockband Red Hot Chili Peppers. Es erschien am 24. September 1991 bei Warner Bros. Records.
Das Album brachte der Band den kommerziellen Durchbruch und war eine ihrer bisher erfolgreichsten Veröffentlichungen. In den deutschen Charts erreichte es Platz 12 und in den US-Charts Platz 3. Mit Under the Bridge beinhaltet das Album außerdem einen der größten Erfolge der Band. Auch bei den Kritikern wurde das Album positiv aufgenommen und unter anderem als „das beste Album, das die Chilli Peppers je machen werden“, bezeichnet.
Das Album profitierte vom Produzenten Rick Rubin. Rubin reduzierte den Sound der Band auf seine Grundbestandteile, wodurch die Band klarer und präziser als auf ihren bisherigen Alben klingt.
Das Album ist Mike Watt gewidmet.

## Titel
Alle Lieder wurden, wenn nicht anderweitig angegeben, von Michael Balzary, John Frusciante, Anthony Kiedis und Chad Smith geschrieben.
1. The Power of Equality – 4:03
2. If You Have to Ask – 3:37
3. Breaking the Girl – 4:55
4. Funky Monks – 5:23
5. Suck My Kiss – 3:37
6. I Could Have Lied – 4:04
7. Mellowship Slinky in B Major – 4:00
8. The Righteous & The Wicked – 4:08
9. Give It Away – 4:43
10. Blood Sugar Sex Magik – 4:31
11. Under the Bridge – 4:24
12. Naked in the Rain – 4:26
13. Apache Rose Peacock – 4:42
14. The Greeting Song – 3:14
15. My Lovely Man – 4:39
16. Sir Psycho Sexy – 8:17
17. They’re Red Hot – 1:12 (Johnson)

## Stil
Lyrisch gesehen entfernt sich das Album von den rein unterhaltenden Texten, welche häufig die Vorgängeralben dominierten. In Blood Sugar Sex Magik verarbeitet Kiedis in seinen Texten Erfahrungen aus seinem Leben. Dazu zählen sexuelle Erfahrungen während der Tourneen (zum Beispiel in Suck My Kiss, If You Have to Ask, Sir Psycho Sexy, Give It Away und Blood Sugar Sex Magik). Außerdem behandeln die Texte die Drogenabhängigkeit Kiedis. In Under the Bridge beschreibt er die mit der Abhängigkeit verbundenen Probleme und seine Erfahrungen mit der Drogenszene.
Musikalisch blieben die Red Hot Chili Peppers ihrem bisherigen Stil im Bereich der Funk- und Punkmusik zwar treu, im Gegensatz zu den Vorgängeralbum wird Blood Sugar Sex Magik aber als melodischer beschrieben. Titel wie The Righteous and the Wicked, Suck My Kiss, Blood Sugar Sex Magik, Give it Away und Funky Monks bleiben von den Akkorden her der alten Linie treu, allerdings wurde durch Frusciante ein weniger verzerrter Sound aufgenommen. Im Gegensatz dazu stehen Lieder wie Under the Bridge und Breaking the Girl, die sich durch einen ruhigeren Klang auszeichnen. Zu den vorherigen Alben fällt Blood Sugar Sex Magik ebenfalls durch ein schnelleres Tempo auf.

## Hintergrund
Kiedis’ Texte erreichen auf dem Album eine sehr persönliche Ebene. Under the bridge und My Lovely Man behandeln seine eigene Drogenabhängigkeit sowie den ebenfalls darauf zurückzuführenden Tod von Hillel Slovak, der der ehemalige Gitarrist der Band und Kiedis’ bester Freund war. Mit Breaking the Girl und I Could Have Lied verarbeitet er Beziehungsprobleme. Stücke wie The Power of Equality oder Give It Away sind hingegen eher von der naiven, hippiesken Philosophie geprägt, die bereits auf den Vorgängern präsent war. Letzteres Stück beschäftigt sich laut Aussage der Band mit der Theorie “The more you give, the more you receive, so why not give it all away?” (Red Hot Chili Peppers, deutsch: „Je mehr man gibt, desto mehr bekommt man, warum sollte man also nicht alles abgeben?“), die Kiedis durch ein Treffen mit Nina Hagen entwickelt hatte. Außerdem finden sich in diesem Song Anspielungen auf Bob Marley und River Phoenix.
Musikalisch finden sich auf dem Album mit den bereits erwähnten Under the Bridge, Breaking the Girl (der erste Song der Band im 6/8-Takt) und I Could Have Lied die ersten ruhigen, akustisch dominierten Songs der Band. Die für die Band damals typischen Funk-orientierten Stücke wie Give It Away waren jedoch weiter in der Überzahl.

## Singleauskopplungen

### Give It Away
Give It Away war der erste Song der Band, der Platz 1 in den Billboard Modern Rock Tracks erreichte. Das Musikvideo drehte Stéphane Sednaoui. In einer Folge von Die Simpsons tritt die Band auf und spielt das Lied, wird dabei aber in Anspielung auf die Episode der Ed Sullivan Show, in der Sullivan den Doors-Sänger Jim Morrison bat, den Text von Light My Fire zu entschärfen, ebenfalls um eine Textveränderung gebeten
Public Enemy wandelten den Refrain des Songs für ihren Song Give It Up ab, in dem sie ein Wort austauschten und aus „Give it away, give it away, give it away now“ „Give it up, give it up, give it up yo“ machten. 1994 traten beide Bands auf dem Superbang-Festival in Düren auf, wo Flavor Flav den Headliner Red Hot Chili Peppers ansagte und dabei den ursprünglichen Text rappte.

### Breaking the Girl
Die Ballade Breaking the Girl belegte in den Billboard-Charts respektable Plätze: In den Mainstream Rock Tracks kam der Song auf Platz 15, bei den Modern Rock Tracks belegte er Platz 19. Auch dieses Video drehte Sednaoui. 2008 veröffentlichte die Sängerin Anna Nalick eine akustische Coverversion des Songs auf ihrer Shine EP.

### Under the Bridge
Under the Bridge belegte nicht nur Platz 2 der Billboard Hot 100, sondern kam bei den Mainstream Rock Tracks ebenfalls auf die 2 und bei den Modern Rock Tracks auf Platz 6. Das Video drehte Gus van Sant. Der Song ist teilweise von dem Song Desperado von den Eagles inspiriert und basiert auf einem sehr persönlichen Gedicht, das Kiedis ursprünglich nicht für die Band schrieb. Es bezog sich auf den Ort, wo Kiedis’ einst seine Drogen kaufte. Die Eröffnungszeile des Textes (“Sometimes I feel like I don’t have a partner”) bezieht sich nicht nur auf den Verlust seines Freundes Slovak, sondern auch darauf, dass Kiedis sich durch die wachsende Freundschaft zwischen Frusciante und Flea ausgegrenzt fühlte. Kiedis bezeichnete den Song als “this really sad thing, sort of sensitive” (Anthony Kiedis, deutsch: „dieses wirklich traurige Ding, irgendwie sensibel“). Der All Music Guide stellt fest, dass der Song “has become an integral part of the 1990’s alterna-landscape” (Amy Hanson, deutsch: „ein integraler Bestandteil der alternativen Landschaft der 1990er Jahre geworden ist“).
1998 wurde der Song von der Girlgroup All Saints gecovert, aber inhaltlich so verändert, dass keine Drogenreferenzen mehr enthalten waren und das Stück als Liebeslied durchging. Diese Version belegte als Doppel-A-Single mit Lady Marmalade Platz eins in den britischen Singlecharts.

### Suck My Kiss
Suck My Kiss belegte Platz 15 der Billboard Modern Rock Tracks. Laut All Music Guide verschaffte der mit sexuellen Anspielungen gespickte Text des Stückes dem Album den Parental-Advisory-Aufkleber, “that the Peppers’ wore as a badge of honor” (Amy Hanson, deutsch: „den die Peppers wie ein Ehrenabzeichen trugen“).

### If You Have to Ask
Die fünfte und letzte Single von Blood Sugar Sex Magik verfehlte eine Chartplatzierung.

### Chartplatzierungen
| Jahr | Titel             | Höchstplatzierung, Gesamtwochen, AuszeichnungChartplatzierungen (Jahr, Titel, , Platzierungen, Wochen, Auszeichnungen, Anmerkungen) | Höchstplatzierung, Gesamtwochen, AuszeichnungChartplatzierungen (Jahr, Titel, , Platzierungen, Wochen, Auszeichnungen, Anmerkungen) | Höchstplatzierung, Gesamtwochen, AuszeichnungChartplatzierungen (Jahr, Titel, , Platzierungen, Wochen, Auszeichnungen, Anmerkungen) | Höchstplatzierung, Gesamtwochen, AuszeichnungChartplatzierungen (Jahr, Titel, , Platzierungen, Wochen, Auszeichnungen, Anmerkungen) | Höchstplatzierung, Gesamtwochen, AuszeichnungChartplatzierungen (Jahr, Titel, , Platzierungen, Wochen, Auszeichnungen, Anmerkungen) | Anmerkungen                                                   |
| Jahr | Titel             | DE | AT | CH | UK | US | Anmerkungen                                                   |
| ---- | ----------------- | --- | --- | --- | --- | --- | ------------------------------------------------------------- |
| 1991 | Give It Away      | — | — | — | UK9 (5 Wo.)UK | US73 (15 Wo.)US | Erstveröffentlichung: 4. September 1991 Verkäufe: + 2.400.000 |
| 1992 | Under the Bridge  | DE11 (25 Wo.)DE | — | — | UK13 (18 Wo.)UK | US2 (26 Wo.)US | Erstveröffentlichung: 31. Januar 1992 Verkäufe: + 8.450.000   |
| 1992 | Breaking the Girl | — | — | — | UK41 (3 Wo.)UK | — | Erstveröffentlichung: 3. Mai 1992 Verkäufe: + 500.000         |

## Rezeption

### Preise
Give It Away erhielt 1992 einen Grammy in der Kategorie „Best Hard Rock Performance With Vocal“. Van Sants Video von Under the Bridge gewann im gleichen Jahr drei MTV Video Music Awards: Es erhielt den Viewers'-Choice-Award sowie Auszeichnungen als Breakthrough Video und für die Best Art Direction.
Außerdem wurde das Album mit dem 310. Platz in der Rolling Stones “Greatest Albums of All Time” ausgezeichnet.

### Rezensionen
Laut.de vergibt die höchstmögliche Punktzahl von 5 Sternen und listet das Album zudem als „Meilenstein, der die Musikgeschichte verändert hat.“ Kritiker Eberhard Dobler bezeichnet Blood Sugar Sex Magik als „einen der Momente der Rockhistorie statt, in dem alle Beteiligten zum richtigen Zeitpunkt am richtigen Ort alles richtig machten.“ Großes Lob erhalten dabei gesondert die neuen Mitglieder der Band, Gitarrist John Frusciante und Schlagzeuger Chad Smith.
Auch der Allmusic Guide vergab die Höchstbewertung von fünf Sternen und bezeichnete Blood Sugar Sex Magik als das „vermutlich das beste Album, das die Chili Peppers jemals machen werden.“
Von Tyler Fisher, Kritiker bei sputnikmusic.com, erhält das Album ebenfalls fünf von fünf Punkten. Er nennt das Album „eine pure Mischung aus Energie, Emotionen und Testosteron von vier Männern.“ Seiner Ansicht nach ist „fast jeder Titel auf dem Album exzellent“ und das Album selber sei ein „Muss der 90er-Jahre.“
About.com erteilt dem Album 4,5 von fünf Sternen. Tim Grierson, der für die Kritik zuständig war, schreibt zum Album, dass der musikalische Stil über eine sehr große Bandbreite verfüge und die Band es so jedem recht machen könne.
Das Musikmagazin Rolling Stone bewertet das Album mit vier von fünf Sternen. Kritiker Tom Moon meint, dass Blood Sugar Sex Magik neue Dimensionen der Musik herüberbringe.
Die BBC vergibt zwar keine Bewertung, lobt das Album dennoch in hohen Tönen. Zum Album schreibt Kritikerin Charis Blyth, dass keine andere Band ein Album wie dieses herausbringen könne.

## Kommerzieller Erfolg

### Chartplatzierungen
| ChartsChartplatzierungen       | Höchstplatzierung | Wochen |
| ------------------------------ | ----------------- | ------ |
| Deutschland (GfK)              | 12 (48 Wo.)       | 48     |
| Österreich (Ö3)                | 17 (16 Wo.)       | 16     |
| Schweiz (IFPI)                 | 10 (39 Wo.)       | 39     |
| Vereinigte Staaten (Billboard) | 3 (97 Wo.)        | 97     |
| Vereinigtes Königreich (OCC)   | 25 (121 Wo.)      | 121    |

| ChartsJahrescharts (1992) | Platzierung |
| ------------------------- | ----------- |
| Deutschland (GfK)         | 21          |
| Schweiz (IFPI)            | 24          |

### Auszeichnungen für Musikverkäufe
| Land/Region                  | Auszeichnungen für Musikverkäufe (Land/Region, Auszeichnung, Verkäufe) | Verkäufe   |
| ---------------------------- | ---------------------------------------------------------------------- | ---------- |
| Argentinien (CAPIF)          | Platin                                                                 | 60.000     |
| Australien (ARIA)            | 6× Platin                                                              | 420.000    |
| Belgien (BRMA)               | Gold                                                                   | 25.000     |
| Dänemark (IFPI)              | 3× Platin                                                              | 60.000     |
| Deutschland (BVMI)           | Platin                                                                 | 500.000    |
| Europa (IFPI)                | Gold                                                                   | (500.000)  |
| Frankreich (SNEP)            | Platin                                                                 | 300.000    |
| Italien (FIMI)               | Platin                                                                 | 50.000     |
| Kanada (MC)                  | 4× Platin                                                              | 400.000    |
| Neuseeland (RMNZ)            | 5× Platin                                                              | 75.000     |
| Niederlande (NVPI)           | Platin                                                                 | 80.000     |
| Norwegen (IFPI)              | Platin                                                                 | 50.000     |
| Österreich (IFPI)            | Gold                                                                   | 25.000     |
| Polen (ZPAV)                 | Gold                                                                   | 50.000     |
| Schweden (IFPI)              | Platin                                                                 | 100.000    |
| Spanien (Promusicae)         | 2× Platin                                                              | 200.000    |
| Vereinigte Staaten (RIAA)    | 7× Platin                                                              | 7.000.000  |
| Vereinigtes Königreich (BPI) | 3× Platin                                                              | 900.000    |
| Insgesamt                    | 4× Gold · 37× Platin ·                                                 | 10.295.000 |

Hauptartikel: Red Hot Chili Peppers/Auszeichnungen für Musikverkäufe